# Needle Boy
Needle Boy er en dansk film fra 2016, filmen er instrueret af Alexander Bak Sagmo.

## Medvirkende
- Niklas Lundstrøm som Nick
- Marie Tourell Søderberg som Lisa
- Marie Louise Wille som Mor
- Claus Flygare som Sanders
- Iulia Sima som Kamilla
- Ulrik Waarli Grimstad som Mathias
- Per Langgaard som Far
- Elena Fahlén Christensen som Lillesøster
- Henriette Maader Dinesen som The Cheese Hog
- Ditte som Prostitueret
- Brit Borring Jakobsen som Forælder
- Mathias Sprogøe Fletting som Jacob
- Madeleine Bak Sagmo som Pige på cykel
- Nina Sofie Kofoed Engelstoft som Pige
- Ole Holmgaard som Værtshusgæst

## Eksterne Henvisninger
- Needle Boy på Internet Movie Database (engelsk)
- Needle Boy på Filmdatabasen
- Needle Boy på AlloCiné (fransk)
- Needle Boy på The Movie Database (engelsk)
- Needle Boy på Filmaffinity (engelsk)